# Wijken en buurten in Harenkarspel
De voormalige Nederlandse gemeente Harenkarspel (sinds 2013 deel van de heringedeelde gemeente Schagen) is voor statistische doeleinden onderverdeeld in wijken en buurten. De voormalige gemeente is verdeeld in de volgende statistische wijken:
- Wijk 01 Harenkarspel (CBS-wijkcode:039501)
- Wijk 02 Sint Maarten (CBS-wijkcode:039502)
- Wijk 03 Warmenhuizen (CBS-wijkcode:039503)

Een statistische wijk kan bestaan uit meerdere buurten. Onderstaande tabel geeft de buurtindeling met kentallen volgens het Centraal Bureau voor de Statistiek (2008):
| CBS-buurtcode | Buurtnaam                     | Inwonertal | Opp. totaal (ha) | Opp. land (ha) | Ligging                |
| ------------- | ----------------------------- | ---------- | ---------------- | -------------- | ---------------------- |
| BU03950111    | Tuitjenhorn en Kerkbuurt      | 3380       | 226              | 224            | Locatie in de gemeente |
| BU03950112    | Dirkshorn                     | 1440       | 255              | 250            | Locatie in de gemeente |
| BU03950113    | Landelijk gebied Dirkshorn    | 200        | 698              | 678            | Locatie in de gemeente |
| BU03950114    | Landelijk gebied Waarland     | 550        | 769              | 756            | Locatie in de gemeente |
| BU03950115    | Waarland                      | 1840       | 214              | 212            | Locatie in de gemeente |
| BU03950116    | Kalverdijk                    | 230        | 82               | 79             | Locatie in de gemeente |
| BU03950221    | Sint Maarten                  | 940        | 248              | 243            | Locatie in de gemeente |
| BU03950222    | Stroet                        | 350        | 105              | 105            | Locatie in de gemeente |
| BU03950223    | Valkkoog                      | 110        | 125              | 125            | Locatie in de gemeente |
| BU03950224    | Eenigenburg                   | 180        | 311              | 308            | Locatie in de gemeente |
| BU03950225    | Verspreide huizen Rijpje      | 190        | 283              | 280            | Locatie in de gemeente |
| BU03950226    | Verspreide huizen Groenveld   | 190        | 396              | 392            | Locatie in de gemeente |
| BU03950331    | Warmenhuizen-West             | 2470       | 193              | 191            | Locatie in de gemeente |
| BU03950332    | Warmenhuizen-Oost             | 3120       | 208              | 206            | Locatie in de gemeente |
| BU03950333    | Schoorldam (gedeeltelijk)     | 120        | 24               | 22             | Locatie in de gemeente |
| BU03950334    | Krabbendam                    | 140        | 111              | 105            | Locatie in de gemeente |
| BU03950335    | Rekerlanden                   | 160        | 28               | 25             | Locatie in de gemeente |
| BU03950336    | Landelijk gebied Warmenhuizen | 310        | 1210             | 1196           | Locatie in de gemeente |